# 26087 Zhuravleva
26087 Zhuravleva este un asteroid din centura principală de asteroizi.

## Descriere
26087 Zhuravleva este un asteroid din centura principală de asteroizi. A fost descoperit pe 21 octombrie 1982 la Observatorul de Astrofizică din Crimeea de Liudmila Karacikina. Asteroidul prezintă o orbită caracterizată de o semiaxă mare de 2,46 ua, o excentricitate de 0,27 și o înclinație de 8,2° în raport cu ecliptica.